# Aptosid
Aptosid è una distribuzione basata su Debian GNU/Linux Sid e identificata come Sidux fino a settembre 2010.
Le critiche mosse a Debian da parte di utilizzatori neofiti di Linux (troppo difficile da installare, configurare e mantenere, richiedendo l'utilizzo di comandi da console o l'editing di file di configurazione) sono alla base di Sidux, il cui scopo è fornire strumenti e supporto per rendere Debian Sid semplice da configurare e abbastanza stabile sia per l'utenza desktop che per quella professionale.

## Storia
È nata nel 2006 da alcuni sviluppatori, tra cui Stefan Hollmann, che hanno lasciato il progetto Kanotix.
La prima release di Sidux apparve il 22 febbraio 2007. Nome in codice “Χάος"(chaos).
Il 31 maggio 2007 è stata ufficialmente registrata dalle autorità tedesche la fondazione sidux e.V., con base a Berlino, che si occupa attualmente della gestione e del supporto del progetto sidux, subentrando alla statunitense Sidux Foundation, Inc.
Il 15 novembre 2007 sidux e.V. è stata riconosciuta come organizzazione non-profit dalla legge tedesca, retroattivamente al 1º aprile 2007.
Nel 2010 la distribuzione cambia il suo nome da sidux ad aptosid.
La Biblioteca Unificata di Giurisprudenza dell'università di Pavia, grazie al direttore dottor Claudio Cornalba e al master Damiano Sommacal, prosegue il supporto per aptosid, iniziato nel 2008 con sidux, mettendo a disposizione un mirror.

## Hardware supportato e requisiti minimi
aptosid è una distribuzione leggera: per funzionare al meglio non necessita di particolari dotazioni hardware. I requisiti minimi sono: 256MB di RAM, almeno 3GB di spazio libero sul disco fisso (anche se gli sviluppatori consigliano almeno 10GB), un processore non più vecchio di un Pentium II ed una scheda video che supporti una risoluzione minima di 640x480.
Grande è la quantità di schede Ethernet e WiFi supportate in aptosid. Aspetto non da poco, visto che questo tipo di periferiche hanno da sempre portato con sé problemi di compatibilità, soprattutto con computer portatili.

## Installazione
I mirror ufficiali forniscono le immagini ISO contenenti l'intera distribuzione, che è possibile masterizzare su supporto ottico quale CD o DVD o montare tramite Virtual Machine.
Nella versione CD live è disponibile un installer grafico. Tale installer è molto spartano, inferiore per completezza ed integrazione a tool quali Anaconda. Per il partizionamento si appoggia ad un tool esterno, GParted. Consente però la conversione della Live su Cd in una live da installare su pen drive usb.
aptosid supporta architetture a 32 e 64 bit, interfaccia grafica KDE o Xfce, versione lite o full.
Solitamente una installazione standard di aptosid richiede non più di 20 minuti.

## Pacchetti
Aptosid viene distribuita con una selezione di programmi sempre aggiornata, ricca e completa. I settori coperti vanno dal comparto grafica a quello multimediale, dai tool per il recupero di sistema alla navigazione web. Per citarne alcuni: KDE / Xfce desktop, libreoffice.org, Iceweasel, Amarok, digiKam, gparted, Gwenview, K3b, Kaffeine, KOffice, krusader, SANE, vdr, virtualbox, wireless-tools, xawtv, Yakuake, ...
La lista completa per ciascuna release è disponibile nella directory di download denominata <release-name>.manifest.

## Supporto e manuali
La versione full-KDE su DVD supporta 14 lingue, fra cui c'è il pieno supporto all'italiano.
Esiste anche un manuale, in 14 lingue fra cui l'italiano. Può anche essere installato e aggiornato in locale mediante il gestore dei pacchetti.
Per ottenere aiuto, oltre che ricorrere all'esaustivo manuale, si può ricorrere al forum presente sul sito della distribuzione, oppure via IRC a partire dal sito ufficiale.
Si può accedere a irc anche da riga di comando, in caso di difficoltà con l'avvio del server grafico sulla macchina locale.